# 异型生物质
异型生物质（xenobiotic）又称异生素，是在生物体内发现的一种並非由其自然产生的化学物质。 致癌物、药物、环境污染物、食品添加剂、碳氢化合物和杀虫剂均可歸類為异型生物质。
异生素是在生物体中发现的一种化学物质，它不是自然产生的或预计不会存在于生物体中。它还可以涵盖以比通常情况高得多的浓度存在的物质。如果天然化合物被另一种生物吸收，它们也可能成为异生素，例如污水处理厂排水口下游发现的鱼类吸收天然人类激素，或者某些生物产生的化学防御以抵御捕食者。
然而，异生素一词经常用于二恶英和多氯联苯等污染物及其对生物群的影响，因为异生素被理解为对整个生物系统来说是外来物质，即人工物质，在自然界中不存在。人类合成之前的自然界。 xenobiotic 一词源自希腊语单词 ξένος (xenos) = 外国人、陌生人和 βίος (bios) = 生命，加上形容词的希腊语后缀 -τικός、-ή、-όν（-tikos、-ē、-on）。
异生素可分为致癌物、药物、环境污染物、食品添加剂、碳氢化合物和杀虫剂。

## 外源代谢
身体通过异生素代谢去除异生素。这包括异生素的失活和排泄，主要发生在肝脏中。排泄途径是尿液、粪便、呼吸和汗液。肝酶通过首先激活异生素（异生素的氧化、还原、水解和/或水合）来负责异生素的代谢，然后将活性次级代谢物与葡萄糖醛酸、硫酸或谷胱甘肽结合，然后排泄到胆汁或尿液。参与异生素代谢的一组酶的一个例子是肝微粒体细胞色素 P450 。这些代谢异生素的酶对制药行业非常重要，因为它们负责药物的分解。具有这种独特的细胞色素 P450 系统的物种是Drosophila mettleri ，它利用异生素抗性来开发更广泛的筑巢范围，包括被坏死渗出物润湿的土壤和坏死地块本身。
尽管身体能够通过异生素代谢将异生素还原为毒性较小的形式，然后将其排出体外，从而去除异生素，但在某些情况下，它也有可能转化为毒性更大的形式。这个过程被称为生物活化，可以导致微生物群的结构和功能发生变化。接触异生素会破坏微生物群落结构，具体取决于物质，会增加或减少某些细菌种群的大小。所导致的功能变化因物质而异，可能包括与应激反应和抗生素耐药性相关的基因表达增加、产生的代谢物水平发生变化等。
生物体也可以进化为耐受异生素。一个例子是粗糙皮肤蝾螈产生河豚毒素的共同进化及其捕食者Common Garter Snake对河豚毒素抗性的进化。在这对捕食者-猎物中，进化军备竞赛在蝾螈身上产生了高水平的毒素，在蛇身上产生了相应的高水平抵抗力。这种进化反应是基于蛇进化出毒素所作用的离子通道的修饰形式，从而对其作用产生抵抗力。外源性耐受机制的另一个例子是ATP 结合盒 (ABC) 转运蛋白的使用，这在昆虫中有很大体现。此类转运蛋白通过使毒素能够跨细胞膜转运来增强抵抗力，从而防止这些物质在细胞内积聚。

## 环境中的异型素
异生物质是污水处理系统的一个问题，因为它们的数量很多，并且每种物质都会出现关于如何去除它们的问题（以及是否值得尝试）
一些异生物质具有抗降解性。多氯联苯(PCB)、多环芳烃(PAH) 和三氯乙烯(TCE) 等异生素由于其顽固的特性而在环境中积累，并且由于其毒性和积累而成为环境问题。这种情况尤其发生在地下环境和水源以及生物系统中，有可能影响人类健康。一些主要的污染源和引入环境的异生素来自大型工业，例如制药、化石燃料、纸浆和纸张漂白以及农业。例如，它们可能是塑料和杀虫剂等合成有机氯化物，或多环芳烃(PAH) 等天然存在的有机化学品以及原油和煤的某些馏分。
微生物可能是解决异型素降解造成的环境污染问题的可行方法；称为生物修复的过程。微生物能够适应通过水平基因转移引入环境中的异型素，以便利用这些化合物作为能源。可以进一步改变该过程以操纵微生物的代谢途径，以便在特定环境条件下以更理想的速率降解有害的外源性物质。生物修复的机制包括基因工程微生物和分离天然存在的异生降解微生物。已经进行了研究以确定负责微生物代谢某些异生素的能力的基因，并且有人建议可以使用该研究来专门为此目的设计微生物。目前的途径不仅可以被设计成在其他生物体中表达，而且创造新的途径也是一种可能的方法。
异型素可能在环境中受到限制，并且难以进入地下环境等区域。可以设计降解生物体以增加流动性以获取这些化合物，包括增强的趋化性。生物修复过程的一个局限性是某些微生物的正常代谢功能需要最佳条件，这在环境环境中可能难以满足。在某些情况下，单个微生物可能无法执行降解异生化合物所需的所有代谢过程，因此可以使用“共生菌群”。在这种情况下，一组细菌协同工作，导致一种生物体的死端产物被另一种生物体进一步降解。在其他情况下，一种微生物的产物可能会抑制另一种微生物的活性，因此必须保持平衡。
许多异生素会产生多种生物学效应，当使用生物测定法对它们进行表征时会使用这些生物学效应。在大多数国家注册销售之前，外源性杀虫剂必须经过广泛的风险因素评估，例如对人类的毒性、生态毒性或在环境中的持久性。例如，在注册过程中，发现除草剂氯磺草胺在土壤中降解相对较快。

## 种间器官移植
术语异种生物也用于指代从一个物种移植到另一个物种的器官。例如，一些研究人员希望可以将心脏和其他器官从猪身上移植到人类身上。每年都有许多人死去，如果可以移植重要器官，他们的生命本可以挽救。肾脏是目前最常移植的器官。异生器官需要以不会被免疫系统排斥的方式开发。